# Metasideronatrite
La metasideronatrite è un minerale.